# Carlo Cossutta
Carlo Cossutta (ur. 8 maja 1932 w Trieście, zm. 22 stycznia 2000 w Udine) – włoski śpiewak operowy, tenor.

## Życiorys
Studia odbył w Buenos Aires u Manfredo Misellego, Mario Melaniego i Arturo Wolkena, na scenie zadebiutował w 1958 roku Teatro Colón w roli Kasja w Otellu Giuseppe Verdiego. W 1963 roku wystąpił w Lyric Opera w Chicago, a w 1964 roku kreował rolę księcia Mantui w Rigoletcie w londyńskim Covent Garden Theatre. W 1964 roku wziął udział w prawykonaniu opery Don Rodrigo Alberto Ginastery w Buenos Aires, wykonując partię tytułową. W 1973 roku debiutował na deskach Metropolitan Opera w Nowym Jorku jako Pollio w Normie Vincenzo Belliniego. Gościnnie występował m.in. w Mediolanie, Paryżu, Berlinie, Mediolanie, Hamburgu, Filadelfii, Bostonie i San Francisco.
Do jego popisowych należały tytułowe role w Otellu i Don Carlosie, Manrico w Trubadurze, Cavaradossi w Tosce, Turiddu w Rycerskości wieśniaczej. Dokonał nagrań płytowych oper Giuseppe Verdiego, a także La vida breve Manuela de Falli.